# Vallermosa
Vallermosa (Biddaramosa in sardo) è un comune italiano di 1 782 abitanti della città metropolitana di Cagliari, nella subregione dell'Iglesiente.

## Geografia fisica

### Territorio
Sorge in una valle alluvionale sui margini orientali del gruppo montuoso del monte Linas (altezza massima 1236 m), a 70 m sul livello del mare e ai piedi del monte Cuccurdoni Mannu, alto 910 m.

## Origini del nome
Il toponimo, in origine Villahermosa/Villermosa, deriverebbe dallo spagnolo villa hermosa, cioè villa bella, fertile.

## Storia
Le origini e la storia di Vallermosa s'inquadrano perfettamente nelle vicende della Sardegna spagnola, in particolare del feudalesimo sardo, marchesato di Villasor, succeduto dal governo piemontese. 
La fondazione di Vallermosa si può far risalire con una certa sicurezza al 1645, per volere di Biagio Alagon, marchese di Villasor. Situato in una fertile pianura, circondato da grandi colline ricche di vegetazione, fu popolato da nuclei familiari di agricoltori e poi da famiglie provenienti dal nuorese (Aritzo, Desulo) che nell'inverno, da loro molto rigido, praticavano la transumanza. Queste persone s'integrarono perfettamente con la popolazione vallermosese, e la maggior parte di loro vi si instaurarono per tutto l'anno, senza però abbandonare le loro usanze, i loro costumi e le loro tradizioni.
Il paese fu incorporato nel 1745 nel marchesato di Villahermosa e Santa Croce, dato in feudo inizialmente a Bernardino Antonio Genovès e successivamente alla famiglia Manca (i cui discendenti oggi si chiamano Manca di Villahermosa), ai quali fu riscattato nel 1839 con la soppressione del sistema feudale, per cui divenne un comune amministrato da un sindaco e da un consiglio comunale.

### Simboli
Lo stemma e il gonfalone del comune di Vallermosa sono stati concessi con decreto del presidente della Repubblica del 30 ottobre 2008.
Il gonfalone è un drappo partito di azzurro e di giallo

## Monumenti e luoghi d'interesse
All'interno del paese invece si possono ammirare le vecchie case campidanesi fatte con i mattoni di argilla, i numerosi portoni tipici delle case campidanesi, la chiesa di San Lucifero al centro del paese e la chiesetta romanica con annesse terme romane a circa un km dal paese.

### Architetture religiose
- La chiesa di San Lucifero
- La chiesa campestre di Santa Maria
- Il convento delle suore

### Architetture civili
- Il municipio
- Le scuole elementari
- Il museo

### Siti archeologici
Vallermosa è anche sede di importanti siti archeologici nuragici (Matzanni e Fanaris su tutti). Nel sito di Matzanni sono presenti tre pozzi sacri, i resti di 13 capanne e di una lunga struttura muraria e le rovine di un tempio punico.

### Aree di interesse naturalistico
Vallermosa è circondata da una zona collinare ricca di vegetazione e piante tipiche della Sardegna, è ricca di fonti e sorgenti naturali, ed è qui, a circa 5 km dal centro abitato che sorge il costituendo parco naturale di Gutturu Mannu (letteralmente grande gola) in cui possiamo ammirare alcune specie, animali e vegetali che sono ormai in via di estinzione. Il parco è inoltre attrezzato per pic-nic e scampagnate, con tavoli, posti a sedere e barbecue.

## Società

### Evoluzione demografica
Abitanti censiti

### Lingue e dialetti
La variante del sardo parlata a Vallermosa è il campidanese occidentale.

## Cultura

### Istituzioni scolastiche pubbliche
- Scuola materna
- Scuola elementare
- Scuola media

### Feste religiose
- San Lucifero - 20 maggio
- Santa Maria - 8 settembre

## Geografia antropica

### Rioni
- Prazz'e cresia
- Sa cruxi santa
- Sa Cabina
- S'ecca manna

## Infrastrutture e trasporti
- Vallermosa è attraversata dalla SS 293.
- Il paese è servito dai pullman ARST da e per Cagliari e Iglesias.

## Amministrazione

### Gemellaggi
- Pedrola, dal 2005

## Sport
- Circolo Bocciofilo Vallermosa
- A.S.D. Futsal Oronero
- Polisportiva Vallermosa 2000
- A.S.D. Vallermosa calcio (dal 2022)